# Demon's Crest
Demon's Crest (デモンズブレイゾン -魔界村紋章編-?, Demon's Blazon: Makaimura Monshō hen) è un videogioco a piattaforme a scorrimento orizzontale sviluppato e pubblicato dalla Capcom per Super Nintendo nel 1994. Si tratta del terzo videogioco con protagonista Firebrand ("Red Arremer" nella versione giapponese, un personaggio antagonista nella serie di videogiochi Ghosts 'n Goblins) dopo Gargoyle's Quest e Gargoyle's Quest II.

## Trama

### Intro
La storia ruota attorno agli emblemi, 6 pietre magiche le quali, una volta riunite, permettono l'evocazione dell'emblema dell'Infinito che concede al possessore un potere senza limiti. Singolarmente, ogni emblema fornisce un potenziamento inerente al cimiero sopra inciso (rispettivamente Fuoco, Terra, Aria, Acqua, Tempo e Paradiso).
Cadute dal cielo nel loro regno, i demoni cominciarono a combattere tra loro per possederle, generando così una guerra civile che si protrasse fin quando il demone rosso Firebrand cominciò a prevalere sugli scontri, recuperando così ben cinque emblemi.
Mosso più dal piacere del combattimento che dalla conquista degli emblemi, Firebrand, sentendosi insoddisfatto, decise di sfidare il demone drago Somulo, possessore dell'ultimo emblema rimasto: l'emblema del Paradiso. La battaglia che ne scaturì fu lunga ed estenuante e vide come vincitore il demone rosso, il quale ne uscì gravemente ferito.
Sapendo questo, un demone di nome Phalanx si mosse per sfruttare il momento e, raggiunto in volo Firebrand, gli tende un attacco alle spalle, abbattendolo e conquistando tutti gli emblemi così da evocare l'emblema dell'Infinito e conquistare sia il regno demoniaco sia quello umano. Tuttavia, durante l'imboscata, l'emblema del Fuoco si frammenta in 5 pezzi, uno dei quali rimane in possesso di Firebrand. Per via di ciò l'emblema dell'Infinito non viene evocato ma ciò non impedisce al demone Phalanx di avviare i suoi piani di conquista.

### Gioco
Rinchiuso in un anfiteatro per farlo combattere a vita, il protagonista affronta nuovamente il demone drago in versione zombie, sconfiggendolo e riuscendo a liberarsi. Da qui parte alla ricerca degli emblemi affrontando altri demoni, con lo scopo ultimo di raggiungere Phalanx e affrontarlo.

## Modalità di gioco
I livelli, così come i negozi, sono accessibili dall'Overworld, una mappa nella quale il protagonista può volare liberamente. Con un totale di otto livelli, solo 3 sono disponibili all'inizio del gioco (incluso il livello iniziale) mentre gli altri diventano accessibili con l'avanzare del gioco. Alcuni livelli presentano delle aree accessibili solo se si possiede un determinato emblema.

### Emblemi
Nella sua forma base, Firebrand può dare testate per spaccare oggetti, volare solo in orizzontale e aggrapparsi alle pareti. Gli emblemi permettono di modificare tali capacità.
- Terra: Firebrand si trasforma in un Gargoyle della Terra, perdendo le ali e ingrandendo il corpo. In questa forma può effettuare scatti che aumentano brevemente la velocità e permettono di distruggere ostacoli. L'attacco diventa Tremor, una fiamma di piccole dimensioni che si propaga sul terreno (in aria la fiamma non si propaga). La capacità di volo e di testata vengono perdute.
- Aria: Firebrand si trasforma in un Gargoyle dell'Aria. In questa forma è possibile acquisire quota durante il volo. L'attacco diventa Hurricane, una lama d'aria. La capacità di testata e di aggrapparsi alle pareti viene perduta.
- Acqua: Firebrand si trasforma in un Gargoyle delle Maree. In questa forma acquisisce la capacità di nuotare. L'attacco diventa Stream, un proiettile d'acqua che esplode all'impatto. La capacità di volo e di testata sono perdute. Al di fuori degli ambienti acquatici questa forma è estremamente debole.
- Tempo: Firebrand si trasforma in un Gargoyle Leggenda. Questa forma è identica alla forma base, con la differenza che i danni ricevuti sono dimezzati, la vita raddoppiata e l'attacco si potenzia, diventando Dark Flare.
- Infinito: Firebrand si trasforma in un Gargoyle Definitivo. Questa forma comprende tutti i poteri degli altri emblemi. L'attacco può essere caricato.

L'emblema del Fuoco, a differenza degli altri, permette l'utilizzo di diversi attacchi, uno per ogni frammento dell'emblema per un totale di 5.
- Fire: un proiettile di fuoco nonché l'attacco base di Firebrand. Può illuminare le candele nelle aree buie;
- Buster: permette la rottura di alcuni blocchi, accedendo così a nuove aree. Inoltre i danni del proiettile sono aumentati così come la frequenza di fuoco;
- Tornado: genera piccoli tornado (massimo 2) utilizzabili come piattaforme. Il tornado sparisce dopo poco tempo o se a contatto con i nemici. E' a corto raggio e fa danni minimi (se non nulli)(;
- Claw: si attacca alle spine presenti sui muri, formando un appoggio momentaneo per arrampicarsi. I danni del proiettile sono aumentati;
- Demon: è il proiettile che arreca più danni degli altri (probabilmente allo stesso livello del Dark Flare). Può illuminare le candele nelle aree buie.

### Talismani
Durante l'esplorazione dei livelli è possibile trovare ed equipaggiare dei talismani che conferiscono proprietà passive. Ci sono in tutto cinque talismani distribuiti nei vari livelli e solo uno di essi è equipaggiabile per volta
- Corona: aumenta la probabilità di trovare monete;
- Teschio: aumenta la probabilità di trovare anime;
- Armatura: diminuisce i danni subiti dai nemici;
- Mano: permette di sparare un proiettile in più;
- Artiglio: aumenta i danni inflitti dai proiettili.

### Magie
Per utilizzare le magie è necessario trovare almeno una pergamena (in tutto 5) durante il corso del gioco. Le magie possono essere acquistate dal negozio di Morack e, una volta equipaggiata una, deve essere attivata dal giocatore.
Le magie sono:
- Shadow - Un'ombra oscura avvolge Firebrand;
- Hold - Un cerchio di rune accerchia Firebrand;
- Imp - Firebrand evoca un imp che combatte per lui... ad un prezzo;
- Shock - Genera un terremoto;
- Death - Infligge ingenti danni ai nemici in vista.

### Pozioni
Come per le magie, le pozioni (in tutto cinque) possono essere acquistate dal negozio e possono essere utilizzate sia manualmente, sia automaticamente.
- Mercury - Teletrasporta Firebrand all'inizio di un livello;
- Sulfur - Teletrasporta Firebrand all'Overworld (mappa);
- Herb - Ripristina 5 punti salute;
- Elixir - Riporta in vita Firebrand con 4 punti vita;
- Ginseng - Ripristina l'intera salute a Firebrand.

### Altri oggetti
- Anime: ripristinano la vita a Firebrand. Si dividono in Anime e in Grandi Anime;
- Monete: utilizzate nei negozi. Si dividono in Bronzo (1), Argento (5) e Oro (20);
- Clear Soul: aumentano la vita massima di Firebrand. Possono essere trovate in giro nei livelli oppure rilasciate da alcuni boss.

## Personaggi
- Firebrand: il protagonista. Sfrutta il potere degli emblemi per acquisire più potere o cambiare forma.
- Trio the Pago: un demone panciuto e simile ad un maiale. Gestisce tre negozi per il gioco delle testate sparsi per la mappa. A seconda del negozio e della sua difficoltà, Trio assume un colore diverso (rosa = facile, blu = normale, viola = difficile).
- Phorapa: un demone che gestisce il negozio di pozioni Black Lotus.
- Morack: un demone mago che gestisce il negozio di incantesimi The Wise Man.
- Malwous: un vecchio demone che gestisce il negozio dei Talismani dove, tramite pagamento, svela gli effetti di un talismano.
- Demone Vagabondo: un demone senza nome che staziona davanti alla fontana del livello della città. A seconda dell'emblema utilizzato da Firebrand, il demone lo informa delle sue proprietà e di come sfruttarle al meglio.

### Boss
- Somulo: il demone drago diventato zombie. Lo si affronta nell'anfiteatro ad inizio del gioco.
- Hippogriff: questo ippogrifo si presenta come una statua più grande delle altre e viene svegliato da una testata. Lo si incontra più volte nel corso del gioco.
- Ovnunu: un demone con le sembianze di un occhio gigante che controlla occhi più piccoli. Si rifugia in una melma verde.
- Belth: un demone scheletro con una falce come arto.
- Scula: un demone con le sembianze paragonabili a quelle di un crostaceo. È formato da 2 parti indipendenti: il corpo ed una testa di dimensioni più piccole.
- Crawler: un demone composto da poltiglia di carne e pelle.
- Flier: un demone simile ad una libellula. Lo si incontra due volte nel gioco.
- Flame Lord: un demone fatto di fiamme.
- Holothurion: un grosso demone marino con le sembianze di una lumaca.
- Grewon: un demone dalle sembianze di leone. Lo si incontra due volte nel gioco.
- Generale Arma: il braccio destro di Phalanx. Ha un aspetto simile a Hippogriff.
- Phalanx: l'antagonista principale, ha l'obiettivo di diventare il signore incontrastato tramite il potere degli emblemi.
- Dark Demon: boss segreto e demone più forte del gioco. Muta continuamente in due forme: una con le sembianze di uno scheletro senza gambe e con più teste, l'altra con l'aspetto di un angelo caduto.

## Sviluppo
Il gioco non possiede crediti e tutt'oggi non si conosce lo staff che lo ha realizzato. Solo in occasione del 20º anniversario di Ghosts n' Ghouls si è saputo che il compositore delle musiche è stato Toshihiko Horiyama mentre Ippo Yamada ha realizzato i suoni di gioco.